# José Antonio Muñoz Rojas
José Antonio Muñoz Rojas (Antequera, 9 ottobre 1909 – Mollina, 29 settembre 2009) è stato un avvocato, scrittore e poeta spagnolo appartenente alla cosiddetta Generazione del '36.

## Biografia
Nato ad Antequera (Málaga) nel 1909; la vita letteraria di José Antonio Muñoz Rojas occupa ampiamente tre quarti di secolo, dal momento della formazione delle estetiche del ‘27 fino ad inoltrato XXI secolo. Nel corso di tutti questi anni, ha visto passare accanto a lui la febbre avanguardista degli anni ’20, la poesia “tra purezza e rivoluzione” degli anni ’30, l’opposizione tra il garcilasismo e il tremendismo degli anni ’40, il socialrealismo e le estetiche che si aprono verso metà secolo, i culturalismi ed esteticismi marginali, le poetiche del ’68, la poesia figurativa e la poesia minimalista a partire dagli anni ’80..., e così fino alla morte. Già nella sua produttiva vecchiaia, la sua opera (recuperata e pubblicata dalla casa editrice Pre-Textos) è uscita dalla visione antica per convertirsi ad una presenza piena di vita, alla quale molti giovani poeti si attengono per familiarizzare con alcune caratteristiche essenziali della poesia del secolo.
Muñoz Rojas studiò con i gesuiti di Malaga (Scuola San Estanislao de Kostka) e Madrid, e frequentò Diritto all’Università Centrale. In quell’epoca fondò—con José Antonio Maravall, Leopoldo Panero e José R. Santeiro— Nueva Revista (1929-1931). Con la pubblicazione del suo primo libro, Versos de retorno (1929), prese contatto con i direttori del Litoral (Emilio Prados e Manuel Altolaguirre) e José Luis Cano, oltretutto per conquistare l’amicizia di molti poeti del ’27, tra cui Vicente Alexandre. In questo contesto, collaborò con riviste come Mediodía, Isla, Los Cuatro Vientos, El Gallo Crisis, Caballo Verde para la Poesía, dirette da Pablo Neruda, o Cruz y Raya di José Bergamín...; anni dopo collaborò anche a pubblicazioni del postguerra come Escorial, Garcilaso, Ínsula, Arbor, Papeles de Son Armadans, ecc.
Nel 1932 concorse senza successo al corpo diplomatico, ed entrò a lavorare nella Scuola Internazionale fondata da José Castillejo. A Settembre del 1936, e grazie agli interventi dei suoi amici di Cambridge, i professori Bullock e Parker, si integrò al lettorato spagnolo della stessa Università, attraverso il quale poté iniziare un’investigazione sulle relazioni dei poeti metafisici inglesi con gli autori spagnoli del suo tempo.
Terminata la guerra civile, tornò a Malaga nel 1940, dove, tra le altre attività, fondò con Alfonso Canales, la collezione poetica A quien conmigo va. Stabilitosi a Madrid, nel 1952 entrò nella Banca Urquijo, della quale fu il segretario generale, e si occupò intensamente della sua Società di Studi e Pubblicazioni.

## Stile
Versos de retorno ha posto un accento dentro la corrente neopopolare e machadiana, percettibile anche in libri posteriori come il Cancionero de la casería, mentre con Ardiente jinete sviluppa il tema amoroso con una certa sperimentazione avanguardista. A quel libro seguirono titoli come Canciones, Sonetos de amor por un autor indiferente, Abril del alma e, soprattutto, Cantos a Rosa, simbolo della bellezza e della fugacità del tempo, tutti i poemari riguardanti l’amore, la malinconia serena e l’armonia dell’anima con la natura, per mano di uno stile diretto e colloquiale che cerca un avvicinamento profondo all’essere. Con Las cosas del campo affronta la prosa poetica marcata da un certo stile horaciano, presente anche nella sua opera memoriale: Historias de familia, Las musarañas, Amigos y maestros, La gran musaraña o Dejado ir (soggiorni e viaggi).
Un aspetto più riflessivo fa strada alle preoccupazioni riguardanti il ricordo, la solitudine ed il tempo, sotto uno stile di rottura e ripetizioni che si possono rintracciare nei suoi libri di diverse epoche –in molti dei quali il tempo della scrittura non concorda con quello della pubblicazione-: Al dulce son de Dios, Consolaciones, Lugares del corazón en nueve sonetos que lo celebran, Salmo, Oscuridad adentro, Objetos perdidos, Entre otros olvidos, Rescoldos o La voz que me llama.
È anche autore di Saggi anglo-andalusi e di opere drammatiche (Hay que lamentar una víctima y Cuando llegue el otoño), e ha tradotto poeti inglesi come William Wordsworth, John Donne, Richard Crashaw, Gerard Manley Hopkins o T. S. Eliot.

## Riconoscimenti
Fu Premio Nazionale di Poesia nel 1998 grazie a Objetos perdidos, e nel 2002 ottenne il Premio Regina Sofia della Poesia Iberoamericana grazie alla sua opera. Il 12 Dicembre 2009 diresse alla sua città natale, Antequerra, il documentario 'El poeta sin tiempo', che si avvicina alla figura del poeta, tanto per la sua persona come per la sua opera.

## Opere

### Lirica
- Versos de retorno (1928), Málaga, Stampa Sud, 1929.
- Al dulce son de Dios (1936-1945); in Poesia 1929-1980, 1989.
- Sonetos de amor por un autor indiferente, Málaga, Meridiano, 1942.
- Abril del alma, M., Col. Adonais, 1943.
- Cantos a Rosa, M., Col. Adonais, 1954.
- Altos mayos; a Caracola, n.º 18, 1954.
- Lugares del corazón, en nueve sonetos que los celebran, Quaderni di María Cristina n.º 16; Málaga, Libreria Antiquaria El Guadalhorce, 1962.
- Ardiente jinete, Málaga, Puerta del Mar, 1984.
- Cancionerillo de la Casería (1940-1943), Málaga, Libreria Antiquaria el Guadalhorce, 1987.
- Consolaciones (1955-1965), in Poesia 1929-1980,1989.
- Oscuridad adentro (1950-1980), in Poesia 1929-1980, 1989.
- Poesía, Valencia, Pre-Textos, 2001.
- Yo sólo sé nombrarte (Antología), ed. Emilia Velasco e Asunción Escribano, Salamanca, Università di Salamanca /     Patrimonio Nazionale, 2002.
- Canciones, con disegni di Jesús Martínez Labrador; collezione Seguro azar, EDA Libri, Benalmádena, 2003[1]
- Rescoldos, ed. Antonio Carvajal, Sevilla, Point de Lunettes, 2005.
- La voz que me llama, Valencia, Pre-Textos, 2005.
- Textos poéticos (1929-2005) [antología], ed.: Rafael Ballesteros, Julio Neira e Francisco Ruiz Noguera; Madrid, Cátedra, 2006.
- Obra completa en verso, con prologo di Clara Martínez Mesa; Valencia, Pre-Textos, 2008.

### Prosa
- Cuentos surrealistas, Madrid, Turner, 1979.
- Historias de familia, relatos, Madrid: Revista de Occidente, 1945 (Valencia, Pre-Textos, 2000).
- Las cosas del campo, Málaga, El Arroyo de los Ángeles, 1951 (Madrid, Ínsula, 1953; Barcelona, Destino, 1976; Valencia, Pre-Textos).
- Las musarañas Madrid, Revista de Occidente, 1957 (Valencia, Pre-Textos, 2002).
- Ensayos anglo-andaluces, Valencia, Pre-Textos,     1996.
- La gran musaraña.
- La rebusca, Málaga, Stampa Sud, 1998.
- Dejado ir (estancias y viajes),     Valencia, Pre-Textos, 1995.
- Amigos y maestros, memorias literarias; Valencia, Pre-Textos, 1992 y 1994.
- Antequera, norte de mi pluma, pról. Francisco López Estrada, Valencia, Pre-Textos, 1977, 1998.
- Las sombras, Málaga, Centro Culturale Generazione del 27, 2005.
- El comendador, Valencia, Pre-Textos, 2006.

### Teatro
- Hay que lamentar una víctima.
- Cuando llegue el otoño.